# Prats-de-Carlux
Prats-de-Carlux är en kommun i departementet Dordogne i regionen Nouvelle-Aquitaine i sydvästra Frankrike. Kommunen ligger i kantonen Carlux som tillhör arrondissementet Sarlat-la-Canéda. År 2022 hade Prats-de-Carlux 487 invånare.

## Befolkningsutveckling
Antalet invånare i kommunen Prats-de-Carlux
Referens:INSEE